# Saison 1947-1948 des Sports réunis Colmar
La saison 1947-1948 des Sports réunis Colmar est la cinquième saison que le club colmarien dispute en deuxième division.
Les SRC participent donc à la neuvième édition du Championnat de France de football D2, ainsi qu'à la 31e édition de la Coupe de France.

## Résumé de la saison

### Championnat de France de football de Division 2
Colmar finit deuxième, derrière le FC Sochaux, et est ainsi promu en Division 1 pour la première fois de son histoire.

### Coupe de France de football
Après les tours préliminaires, Colmar réalise un parcours intéressant, puisque l'équipe atteint les demi-finales de la compétition.
| Tour                      | Date             | Lieu                    | Adversaire    | Division          | Score |
| ------------------------- | ---------------- | ----------------------- | ------------- | ----------------- | ----- |
| Trente-deuxième de finale | 7 janvier 1948   | Stade Bauer, Saint-Ouen | Amiens AC     | Division 2 (D2)   | 1-0   |
| Seizième de finale        | 1er février 1948 | Valenciennes            | FC Rouen      | Division 2 (D2)   | 6-1   |
| Huitièmes de finale       | 29 février 1948  | Lyon                    | FC Gueugnon   | DH Bourgogne (D3) | 3-0   |
| Quarts de finale          | 21 mars 1948     | Paris                   | Girondins ASP | Division 2 (D2)   | 1-0   |
| Demi-finale               | 18 avril 1948    | Lyon                    | RC Lens       | Division 2 (D2)   | 5-1   |

## Classement final
| #  | Club                  | Joués | V  | N  | D  | bp:bc  | +/- | Points |
| -- | --------------------- | ----- | -- | -- | -- | ------ | --- | ------ |
| 1  | OGC Nice              | 38    | 26 | 6  | 6  | 109-36 | +73 | 58     |
| 2  | SR Colmar             | 38    | 23 | 6  | 9  | 83-43  | +40 | 52     |
| 3  | Le Havre AC           | 38    | 22 | 6  | 10 | 77-40  | +37 | 50     |
| 4  | FC Rouen              | 38    | 19 | 11 | 8  | 69-42  | +27 | 49     |
| 5  | Girondins de Bordeaux | 38    | 18 | 9  | 11 | 77-47  | +30 | 45     |
| 6  | Lyon OU               | 38    | 19 | 5  | 14 | 71-59  | +12 | 43     |
| 7  | SCO Angers            | 38    | 19 | 5  | 14 | 70-64  | +6  | 43     |
| 8  | RC Lens               | 38    | 15 | 11 | 12 | 71-52  | +19 | 41     |
| 9  | Amiens SC             | 38    | 18 | 5  | 15 | 70-72  | -2  | 41     |
| 10 | Valenciennes FC       | 38    | 16 | 8  | 14 | 76-63  | +13 | 40     |
| 11 | FC Nantes             | 38    | 16 | 6  | 16 | 79-81  | +2  | 38     |
| 12 | RCFC Besançon         | 38    | 15 | 7  | 16 | 69-72  | -3  | 37     |
| 13 | Nîmes Olympique       | 38    | 13 | 9  | 16 | 68-67  | +1  | 35     |
| 14 | SC Douai              | 38    | 13 | 7  | 18 | 56-84  | -28 | 33     |
| 15 | AS Angoulême          | 38    | 11 | 7  | 20 | 58-106 | -48 | 29     |
| 16 | AS Béziers            | 38    | 9  | 10 | 19 | 52-79  | -27 | 28     |
| 17 | AS Troyes             | 38    | 9  | 9  | 20 | 56-101 | -45 | 27     |
| 18 | Le Mans UC            | 38    | 8  | 9  | 21 | 50-74  | -24 | 25     |
| 19 | CA Paris              | 38    | 10 | 4  | 24 | 60-77  | -17 | 24     |
| 20 | Olympique avignonnais | 38    | 9  | 4  | 25 | 42-101 | -59 | 22     |

# position ; V victoires ; N match nuls ; D défaites ; bp:bc buts pour et buts contre
 Victoire à 2 points